# Syntonické koma
Syntonické koma, zvané také didymické koma, je interval s poměrem frekvencí 81:80, tedy asi 21,51 centů. Je to rozdíl mezi pythagorejskou a didymickou (čistou) velkou tercií a také mezi velkým a malým celým tónem.
Pythagorejská velká tercie vznikne čtyřmi kvintovými kroky, zmenšenými o dvě oktávy. Čistá kvinta 3:2 je 701,955 centů, čtyři kvinty nad sebou jsou (3:2)4=81:16, tedy 2807,82 centů. Po snížení o dvě oktávy (2×1200 centů) vznikne interval pythagorejské velké tercie 81:64, tedy 407,82 centů. Čistá Didymická tercie 5:4 je 386,31 centů. Rozdíl mezi nimi je tedy (81:64)/(5:4)=81:80, tedy 407,82-386,31=21,51 centů.
V didymickém ladění je velký celý tón interval s poměrem frekvencí 9:8, malý celý tón je 10:9. Jejich rozdíl je (9:8)/(10:9)=81:80.
Syntonické koma je interval důležitý pro čtvrtinové koma středotónové ladění. Zmenšením čistých kvint o čtvrtinu syntonického komatu je ve stupnici možné získat čisté velké didymické tercie. Zároveň jsou malé i velké celé tóny nahrazeny celými tóny jednotné „střední“ velikosti.